# Little Downham
Little Downham – wieś w Anglii, w hrabstwie Cambridgeshire, w dystrykcie East Cambridgeshire. Leży 27 km na północ od miasta Cambridge i 106 km na północ od Londynu.